# Лицький Читлук
44°28′ пн. ш. 15°24′ сх. д. / 44.47° пн. ш. 15.40° сх. д.
Лицький Читлук (хорв. Lički Čitluk) — населений пункт у Хорватії, у Лицько-Сенській жупанії у складі міста Госпич.

## Населення
Населення за даними перепису 2011 року становило 4 осіб.
Динаміка чисельності населення поселення:

## Клімат
Середня річна температура становить 6,89 °C, середня максимальна – 19,80 °C, а середня мінімальна – -6,31 °C. Середня річна кількість опадів – 1334 мм.
| Клімат поселення                              | Клімат поселення | Клімат поселення | Клімат поселення | Клімат поселення | Клімат поселення | Клімат поселення | Клімат поселення | Клімат поселення | Клімат поселення | Клімат поселення | Клімат поселення | Клімат поселення | Клімат поселення |
| Показник                                      | Січ.             | Лют.             | Бер.             | Квіт.            | Трав.            | Черв.            | Лип.             | Серп.            | Вер.             | Жовт.            | Лист.            | Груд.            |                  |
| Середній максимум, °C                         | 3,64             | 4,01             | 6,66             | 10,16            | 15,20            | 18,70            | 19,80            | 19,43            | 15,91            | 11,66            | 6,82             | 3,34             |                  |
| Середня температура, °C                       | −1,34            | −0,96            | 1,68             | 5,19             | 10,23            | 13,72            | 16,02            | 15,65            | 12,12            | 7,87             | 3,03             | −0,47            |                  |
| Середній мінімум, °C                          | −6,31            | −5,93            | −3,3             | 0,21             | 5,25             | 8,75             | 12,23            | 11,85            | 8,32             | 4,08             | −0,76            | −4,26            |                  |
| Норма опадів, мм                              | 99               | 100              | 101              | 112              | 97               | 95               | 59               | 81               | 130              | 149              | 172              | 139              |                  |
| Середньомісячна швидкість вітру, м/с          | 3.90             | 3.98             | 3.91             | 3.62             | 3.26             | 3.01             | 2.92             | 2.86             | 3.26             | 3.62             | 4.14             | 4.32             |                  |
| Середньомісячна сонячна радіація, кДж/м²·день | 4827             | 7483             | 10939            | 15344            | 19306            | 21387            | 23042            | 19911            | 14641            | 9561             | 5122             | 3976             |                  |
| --------------------------------------------- | ---------------- | ---------------- | ---------------- | ---------------- | ---------------- | ---------------- | ---------------- | ---------------- | ---------------- | ---------------- | ---------------- | ---------------- | ---------------- |
| Джерело:                                      |                  |                  |                  |                  |                  |                  |                  |                  |                  |                  |                  |                  |                  |